# Bangabandhu-1
Банґладеш-1 — перший бангладеський геостаціонарний супутник зв'язку, успішно виведений на геоперехідну орбіту 11 травня 2018 року. Запуск відбувся 11 травня 2018 року в 20:14 (UTC), ракетою-носієм виступила ракета Falcon 9 Block 5, що стало її першим практичним застосуванням.
Супутник знаходиться у віданні Бангладеської комісії з регулювання телекомунікації (BTRC).

## Опис
Бангабанду-1 — перший супутник Бангладеш, названий на прізвисько (Бангабанд(х)у, що означає «Друг бенгальців») першого президента країни Муджибура Рахмана.
Проектна вартість супутника становила 248 млн дол. в 2015 (Tk 19.51 billion), фінансований проект через позику в $188.7 млн від банку HSBC Holdings plc.
Очікується, що супутник займе геостаціонарну орбіту з нахилом 119,1°. Супутник був зроблений компанією Thales Alenia Space на базі супутникової платформи Spacebus 4000B2. Супутник несе 40 транспондерів (із загальною пропускною здатністю 1600 МГц), очікуваний час роботи супутника оцінюється в 15 років.